# Michał Burczyński
Michał Burczyński (ur. 19 września 1981) – polski żeglarz lodowy. Czterokrotny Mistrz Świata w żeglarstwie lodowym, dwukrotny Mistrz Europy.
Reprezentant AZS UWM Olsztyn. Absolwent Uniwersytetu Gdańskiego (ekonomia). Najmłodszy w historii medalista MŚ w bojerach. 
Odznaczony Złotym Krzyżem Zasługi (2010).

## Najważniejsze osiągnięcia

### Mistrzostwa Świata klasy DN
- 1999 - 3. miejsce
- 2002 - 3. miejsce
- 2006 - 1. miejsce
- 2010 - 1. miejsce
- 2011 - 2. miejsce
- 2014 - 2. miejsce
- 2015 - 3. miejsce
- 2016 - 2. miejsce
- 2017 - 3. miejsce
- 2019 - 1. miejsce Indiana Lake  Stany Zjednoczone[3]
- 2024 - 1. miejsce Zatoka Ryska  Estonia[4]

### Mistrzostwa Europy klasy DN
| Rok  | Medal  | Miejsce             | Kraj      |
| 2001 | Srebro | Lipno Cerná         | Czechy    |
| 2002 | Brąz   | Haapsalu            | Estonia   |
| 2004 | Złoto  | jezioro Balaton     | Węgry     |
| 2005 | Złoto  | Lomasakykä          | Finlandia |
| 2006 | Złoto  | Säkylä              | Finlandia |
| 2007 | Srebro | Haapsalu            | Estonia   |
| 2008 | Złoto  | Lipno               | Czechy    |
| 2009 | Brąz   | Petersburg          | Rosja     |
| 2010 | Srebro | Jezioro Nezyderskie | Austria   |
| 2015 | Srebro | Jezioro Võrtsjärv   | Estonia   |
| 2016 | Srebro | jezioro Glan        | Szwecja   |
| 2017 | Srebro | jezioro Balaton     | Węgry     |
| 2018 | Srebro | jezioro Wielimie    | Polska    |

### Mistrzostwa Ameryki Północnej
| Rok  | Medal  | Kraj              | Miejsce         | Startujących |
| ---- | ------ | ----------------- | --------------- | ------------ |
| 2017 | Srebro | Stany Zjednoczone | Green Bay       | 86           |
| 2019 | Srebro | Stany Zjednoczone | jezioro Wawasee | 93           |

### Mistrzostwa Polski
| Rok  | Medal  | Miejsce          | Kraj   |
| ---- | ------ | ---------------- | ------ |
| 2006 | Srebro | jezioro Jamno    | Polska |
| 2017 | Srebro | jezioro Wielimie | Polska |
| 2018 | Złoto  | jezioro Niegocin | Polska |